# 4124 Herriot
4124 Herriot (1986 SE) là một tiểu hành tinh vành đai chính được nhà thiên văn học Zdeňka Vávrová người Cộng hòa séc phát hiện vào ngày 29 tháng 9, năm 1986 tại Đài thiên văn Kleť.Tiểu hành tinh này được đặt theo tên của James Herriot.